# لیکوی گلوسفید
لیکوی گلوسفید (نام علمی: Turdoides gularis) نام یک گونه از سرده لیکوها است.